# Darya Khan
Darya Khan é uma cidade do Paquistão localizada na província de Punjab.